# Dallara F189
A Dallara F189 egy Formula–1-es versenyautó, melyet a BMS Scuderia Italia csapat versenyeztetett az 1989-es Formula–1 világbajnokság során. Pilótái Alex Caffi és Andrea de Cesaris voltak.

## Áttekintés
Az autót, akárcsak az előző évit, nem maga a BMS csapat, hanem a Dallara készítette, jelesül Giampaolo Dallara és Mario Tollentino. Gyakorlatilag az F188-as modell finomhangolt változata volt, egy erősebb, Ford-Cosworth DFR motorral, amelyeket Heini Mader tartott karban.
Az idényben már két autóval vettek részt. A csapatnál maradó Alex Caffi mellé érkezett a tapasztalt Andrea de Cesaris. Mivel az előző idényben Caffi nem szerzett pontot, ezért neki részt kellett vennie a prekvalifikációs körben is, ám ez jellemzően nem okozott nagy gondot számára.
A szezonnyitón de Cesaris a 15. helyre kvalifikálta magát, és bár végül nem ért célba motorhiba miatt, de tizenharmadikként rangsorolták. Legjobb versenyét Kanadában futotta, ahol a már eleve jónak számító kilencedik rajthelyről indulva az esős versenyen a harmadik helyig jutott. Ez volt egyben az egyetlen pontszerzése is az idény során, valamint az utolsó dobogója.
Caffinak az idényben mindössze kétszer nem sikerült a prekvalifikáció, és általában véve is jobban teljesített, mint de Cesaris. Az amerikai nagydíjon a második helyen is haladt, de amikor épp lekörözni készült csapattársát, nekikoccant a falnak, megsérült a felfüggesztése és kiesett. Magyarországon a harmadik helyre kvalifikálta magát, a V8-as motort használó autójához képest teljesítményben erősebb V10-es riválisok közé - ezután azonban nem szerzett pontot. Monacóban negyedik lett, Kanadában pedig hatodik, azaz a csapat itt kettős pontszerzést ünnepelhetett. A jó eredmények miatt Caffinak már nem kellett a szezon második felében részt vennie a prekvalifikáción.

## Eredmények
(félkövér jelöli a pole pozíciót, dőlt betű a leggyorsabb kört)
| Év   | Csapat              | Motor        | Gumik | Pilóták           | 1    | 2   | 3   | 4   | 5   | 6   | 7   | 8   | 9   | 10  | 11  | 12  | 13  | 14  | 15  | 16  | Pontok | Helyezés |
| ---- | ------------------- | ------------ | ----- | ----------------- | ---- | --- | --- | --- | --- | --- | --- | --- | --- | --- | --- | --- | --- | --- | --- | --- | ------ | -------- |
| 1989 | BMS Scuderia Italia | Cosworth DFR | P     |                   | BRA  | SMR | MON | MEX | USA | CAN | FRA | GBR | GER | HUN | BEL | ITA | POR | ESP | JPN | AUS | 8      | 8.       |
| 1989 | BMS Scuderia Italia | Cosworth DFR | P     | Alex Caffi        | NPK  | 7   | 4   | 13  | KI  | 6   | KI  | NPK | KI  | 7   | KI  | KI  | KI  | KI  | 9   | KI  | 8      | 8.       |
| 1989 | BMS Scuderia Italia | Cosworth DFR | P     | Andrea de Cesaris | 13 † | 10  | 13  | KI  | 8 † | 3   | NK  | KI  | 7   | KI  | 11  | KI  | KI  | 7   | 10  | KI  | 8      | 8.       |

† - nem fejezte be a futamot, de rangsorolták, mert teljesítette a versenytáv 90 százalékát

## Forráshivatkozások
1. ↑  Dallara 189 • STATS F1. www.statsf1.com. (Hozzáférés: 2024. október 16.)
2. ↑  USA 1989 - Best laps • STATS F1. www.statsf1.com. (Hozzáférés: 2024. október 16.)
3. ↑  Hungary 1989 - Qualifications • STATS F1. www.statsf1.com. (Hozzáférés: 2024. október 16.)